# Hàn Giang
Hàn Giang (chữ Hán phồn thể:邗江區, chữ Hán giản thể: 邗江区) là một quận thuộc địa cấp thị Dương Châu, tỉnh Giang Tô, Cộng hòa Nhân dân Trung Hoa. Quận này có diện tích 776 ki-lô-mét vuông, dân số 581.100 người. Hàn Giang nằm ở chỗ giao nhau của Trường Giang và Đại Vận Hà. Về mặt hành chính, quận Hàn Giang được chia ra thành 5 nhai đạo, 13 trấn.
- Nhai đạo: Hàn Thượng, Tương Vương, Xá Hà, Dương Tử Tân, Văn Vị.
- Trấn: Công Đạo, Phương Hạng, Hòe Tứ, Qua Châu, Hàng Tập, Lý Khúc, Sa Đầu, Đầu Kiều, Dương Thọ, Thái An, Dương Miếu, Bát Lý, Thi Kiều.